# Henry Rowley Bishop
Pour les articles homonymes, voir Bishop.
Sir Henry Rowley Bishop (18 novembre 1786 – 30 avril 1855) est un compositeur anglais. Il est surtout célèbre pour les chansons « Home! Sweet Home! » et « Lo! Here the Gentle Lark ». Il a composé et arrangé quelque 120 œuvres dramatiques, dont 80 opéras, opérettes, cantates, et ballets. Anobli en 1842, il est le premier musicien honoré ainsi. Bishop travaille pour tous les théâtres importants de Londres de son époque — y compris le Royal Opera House à Covent Garden, le théâtre royal de Drury Lane, Vauxhall et le Haymarket Theatre, et il est Professeur de Musique aux universités d’Édimbourg et d’Oxford. Sa seconde femme est la soprano Anna Bishop, qui a scandalisé la société britannique en le quittant et en vivant au grand jour une relation avec le harpiste Nicolas-Charles Bochsa jusqu’à la mort de ce dernier à Sydney.

## Biographie
Bishop est né à Londres, où son père était horloger et mercier. À 13 ans, Bishop cesse d’être éduqué à plein temps et travaille comme éditeur de musique avec son cousin. Après une formation de jockey à Newmarket, il prend quelques leçons d’harmonie auprès de Francisco Bianchi à Londres. En 1804 il écrit la musique d’une pièce intitulée « Angelina », qui est jouée à Margate.
Les « opéras » de Bishop étaient écrits dans un style et un format satisfaisants pour le public de son époque. Ils ont plus de points communs avec le genre natif opéra ballade anglais antérieur, ou avec les comédies musicales modernes qu’avec l’opéra classique de l’Europe continentale pleine de récitatifs. Son premier opéra, The Circassian’s Bride (1809), fut représenté à Drury Lane avant que le théâtre ne brûle et que la partition ne soit perdue.
Ente 1816 et 1828, Bishop compose la musique pour une série d’opéras shakespeariens mis en scène par Frederic Reynolds. Mais ceux-ci, et les nombreux œuvres, opéras, burlettas, cantates, musiques de scènes etc. qu’il écrit sont oubliés pour la plus grande part. Même son partenariat limité avec divers compositeurs, dont Joseph Edwards Carpenter et Stephen Glover sont négligés. 1816 voit aussi la composition d’un quatuor à cordes en do mineur.
Ses opéras les plus populaires sont The Virgin of the Sun (1812), The Miller and his Men (1813), Guy Mannering (1816), and Clari, or the Maid of Milan (1823). Clari, avec un livret de l’Américain John Howard Payne, inclut le chant Home! Sweet Home!, qui devient un succès populaire énorme. En 1852 Bishop ‘relance’ le chant comme ballade de salon. Il est populaire aux États-Unis au cours de la guerre de Sécession et par la suite. À noter aussi, la comédie musicale de Bishop en 1819, est une adaptation de La Comédie des erreurs de William Shakespeare, qui inclut l’aria populaire virtuose Lo! Here the Gentle Lark.
En 1825 Robert Elliston incite Bishop à transférer ses services de Covent Garden à la maison rivale Drury Lane, pour qui il écrit l’opéra Aladdin, basée sur Aladin ou la Lampe merveilleuse. Il s’agissait de concurrencer Oberon de Weber, commandé par l’autre théâtre. Aladdin échoue, et la carrière de compositeur d’opéras de Bishop se termine.
Néanmoins, il retravaille des opéras d’autres compositeurs. Une affiche de Covent Garden de 1827 mentionne une représentation du Mariage de Figaro avec “L’Ouverture et la Musique sélectionnée principalement des opéras de Mozart – la nouvelle musique de M. Bishop”. Il inclut un air intitulé Follow, follow o’er the mountain, chanté par Miss Paton.
Bishop est l’un des directeurs d’origine de la Royal Philharmonic Society à sa fondation en 1813. Il dirige au Covent Garden et aux concerts de l’Orchestre philharmonique de Londres. En 1841 il est nommé Professeur Reid de musique à l’Université d'Édimbourg, mais il démissionne de sa fonction en 1843. En 1848 il devient Professeur Heather de musique à l’Université d’Oxford, succédant à William Crotch. Sa dernière œuvre est la musique commandée pour l’ode à l’installation du Comte de Derby comme chancelier de l’université en 1853.
Selon William Denslow, Bishop est franc-maçon. Bishop est anobli en 1842, le premier musicien à être honoré ainsi.
Les années suivantes, la réputation de Bishop sera assombrie par le scandale. Il se marie à sa seconde femme, la chanteuse Ann Rivière, en 1831. Elle est plus jeune que Bishop de vingt-trois ans, et ils auront trois enfants. En 1839, Anna Bishop abandonne son mari et ses trois enfants et s’enfuit avec son amant et accompagnateur, le harpiste et compositeur Nicolas-Charles Bochsa. Ils quittent l’Angleterre pour donner des concerts à l’étranger jusqu’à ce que Bochsa décède à Sydney, Australie en 1856. Anna Bishop chante sur tous les continents et fut la chanteuse d’opéra qui voyagea le plus au ⅩⅨe Siècle.
Sir Henry Bishop meurt dans la pauvreté à Londres, bien qu’il ait eu un revenu substantiel tout au long de sa vie. Il est enterré au East Finchley Cemetery au Nord de Londres.

## Principales œuvres
- 1810 : The Maniac, or The Swiss Banditti, opéra
- 1813 : The Brazen Bust, mélodrame
- 1813 : The Miller and His Men, mélodrame
- 1814 : Sadak and Kalasrade, or The Waters of Oblivion, opéra
- 1815 : Brother and Sister, divertissement
- 1816 : Guy Mannering, jeu musical
- 1818 : December and May, opérette
- 1819 : The Heart of Mid-Lothian, drame musical
- 1819 : The Comedy of Errors, comédie musicale
- 1820 : The Battle of Bothwell Brigg, romance
- 1823 : Clari, or the Maid of Milan, opéra
- 1824 : As You Like It, comédie musicale
- 1925 : Masaniello, the fisherman of Naples, opéra
- 1826 : Alladin, opéra
- 1829 : Yelva, or The Orphan of Russia, drame musical
- 1833 : The Seventh Day, cantate sacrée